# Фидлер, Джон
Джон Доналд Фи́длер (англ. John Donald Fiedler; 3 февраля 1925, Платвилл, Висконсин — 25 июня 2005[…], Дом актёров Лилиан Бут, Нью-Джерси) — американский актёр театра, кино, телевидения и озвучивания. Отличался очень высоким голосом, в результате чего многим запомнился по озвучиванию Пятачка в серии диснеевских мультфильмов с 1968 года до самой своей смерти в 2005 году.

## Биография
Джон Дональд Фидлер родился 3 февраля 1925 года в городе Платвилл, штат Висконсин. Мать, ирландка, — Маргарет Фелан, отец, немец, — Дональд Фидлер, продавец пива, брат — Джеймс, сестра — Мэри Дин, и брат и сестра пережили Джона. В возрасте пяти лет мальчик с родителями переехал в деревню Шорвуд в том же штате. Там он в 1943 году окончил высшую школу Shorewood High School, а после был призван в армию, служил во флоте до окончания войны. Окончил Маршалловский университет. В конце 1940-х — начале 1950-х годов появлялся на сцене театров Нью-Йорка, играл роли в радиопостановках. Впервые на телеэкранах появился в 1952 году, снявшись в достаточно заметной роли в двух эпизодах сериала «Космический кадет Том Корбетт», на широких экранах зрители в первый раз увидели Фидлера в 1957 году в роли мягкосердечного Присяжного № 2 в ленте «12 разгневанных мужчин».
Джон Фидлер никогда не был женат, детей нет. В ноябре 2004 года лёг в хоспис Lillian Booth Actor’s Fund Home в городе Энглвуд, штат Нью-Джерси, где и скончался 25 июня следующего года от рака в возрасте 80 лет. Согласно завещанию, его тело было кремировано, и прах развеян над Лонг-Айлендом, штат Нью-Йорк. С 1999 года он не появлялся на экранах, но продолжал работать актёром озвучивания до 2004 года.

## Избранные работы
За 52 года своей карьеры Джон Фидлер снялся более чем в полутора сотнях фильмов и сериалов, озвучил около тридцати мультфильмов и компьютерных игр. Амплуа актёра — мягкий, слабохарактерный или слишком нервный и взволнованный персонаж.

### Широкий экран
- 1957 — 12 разгневанных мужчин / 12 Angry Men — Присяжный № 2, мягкотелый клерк
- 1957 — Сладкий запах успеха / Sweet Smell of Success — продавец хот-догов (в титрах не указан)
- 1958 — Очарованная сценой / Stage Struck — Эдриан
- 1959 — Такая женщина / That Kind of Woman — нетерпеливый солдат (в титрах не указан)
- 1961 — Изюм на солнце[англ.] — Марк Линдер
- 1962 — Женщина в мехах[англ.] / That Touch of Mink — мистер Смит
- 1964 — Мир Генри Ориента[англ.] / The World of Henry Orient — Сидни
- 1964 — Поцелуй меня, глупенький / Kiss Me, Stupid — преподобный Кэрратерс
- 1965 — Дьявольские стрелки́[англ.] / Guns of Diablo — Айвс
- 1965 — Девушка счастлива / Girl Happy — мистер Пенчилл
- 1967 — Баллада о Джози[англ.] / The Ballad of Josie — Симпсон, владелец магазина
- 1967 — Фицуилли[англ.] / Fitzwilly — мистер Мортон Данн
- 1968 — Странная парочка / The Odd Couple — Винни
- 1969 — Шельмец[англ.] / Rascal — Сай Дженкинс
- 1969 — Настоящее мужество / True Grit — Даджетт, адвокат
- 1970 — Допустим, они объявят войну и никто не придёт[англ.] / Suppose They Gave a War and Nobody Came — майор Парвис
- 1972 — Угонщик самолётов / Skyjacked — Роберт Грэндиг
- 1973 — Суперпапа[англ.] / Superdad — фармацевт в ТВ-рекламе (в титрах не указан)
- 1975 — Судьба / The Fortune — фотограф
- 1976 — Лохматый прокурор[англ.] / The Shaggy D.A. — Хоуи Клеммингс
- 1980 — Полуночное безумие / Midnight Madness — Уолли Торп
- 1981 — Гонки «Пушечное ядро» / The Cannonball Run — портье
- 1981 — Команда Шарки / Sharky’s Machine — Барретт

### Телевидение
- 1960, 1962 — Сумеречная зона / The Twilight Zone — разные роли (в двух эпизодах)
- 1961—1962 — Успех Доби Гиллис[англ.] / The Many Loves of Dobie Gillis — разные роли (в четырёх эпизодах)
- 1963 — Бонанза / Bonanza — Клод Миллер (в одном эпизоде)
- 1964 — Беглец / The Fugitive — Сэм Рид (в одном эпизоде)
- 1964 — Перри Мейсон / Perry Mason — Говард Старк (в одном эпизоде)
- 1964, 1973 — Дымок из ствола / Gunsmoke — разные роли (в двух эпизодах)
- 1966 — Эта девушка / That Girl — мистер Мерриман (в одном эпизоде)
- 1967 — Звёздный путь: Оригинальный сериал / Star Trek: The Original Series — Хенгист (в одном эпизоде)
- 1967, 1969 — Напряги извилины / Get Smart — разные роли (в двух эпизодах)
- 1967, 1969—1971 — Моя жена меня приворожила / Bewitched — разные роли (в шести эпизодах)
- 1972 — Коломбо / Columbo — доктор (в одном эпизоде)
- 1972—1978 — Шоу Боба Ньюарта[англ.] — мистер Эмил Петерсон (в семнадцати эпизодах)
- 1977 — Трое — это компания / Three’s Company — Моррис Моррис (в одном эпизоде)
- 1982 — Весёлая компания / Cheers — Фред (в одном эпизоде)
- 1982 — Супруги Харт / Hart to Hart — Арнольд (в двух эпизодах)
- 1983—1984 — Буффало Билл / Buffalo Bill — Вуди (в двадцати шести эпизодах)
- 1985 — Удивительные истории / Amazing Stories — человек в лодке (в одном эпизоде)
- 1986 — Лови момент / Seize the Day — Карл
- 1989 — Золотые девочки / The Golden Girls — Эдди (в одном эпизоде)
- 1993 — Закон Лос-Анджелеса / L.A. Law — Фрэнсис Пенкава (в одном эпизоде)

### Озвучивание мультфильмов
- 1968 — Винни-Пух и день забот / Winnie the Pooh and the Blustery Day — Пятачок
- 1973 — Робин Гуд / Robin Hood — Отец Секстон (в титрах не указан)
- 1974 — Винни-Пух, а с ним и Тигра! / Winnie the Pooh and Tigger Too — Пятачок
- 1977 — Множество приключений Винни-Пуха / The Many Adventures of Winnie the Pooh — Пятачок
- 1977 — Спасатели / The Rescuers — Сова
- 1981 — Лис и Пёс / The Fox and the Hound — Дикобраз
- 1983 — Винни-Пух и день рождения Иа[англ.] / Winnie the Pooh and a Day for Eeyore — Пятачок
- 1988—1991 — Новые приключения Винни-Пуха / The New Adventures of Winnie the Pooh — Пятачок (в сорока семи эпизодах)
- 1997 — Великое путешествие Пуха: В поисках Кристофера Робина / Pooh’s Grand Adventure: The Search for Christopher Robin — Пятачок
- 1998 — Винни-Пух и День благодарения[англ.] / A Winnie the Pooh Thanksgiving — Пятачок
- 1999 — Винни-Пух: Время делать подарки / Seasons of Giving — Пятачок
- 2000 — Приключения Тигрули / The Tigger Movie — Пятачок
- 2000 — Похождения императора / The Emperor’s New Groove — старик
- 2001 — Дом злодеев. Мышиный дом / Mickey’s House of Villains — Пятачок
- 2001—2002 — Мышиный дом / Disney’s House of Mouse — Пятачок (в трёх эпизодах)
- 2001—2003 — Книга Пуха[англ.] / The Book of Pooh — Пятачок (в пятидесяти одном эпизоде)
- 2002 — Винни-Пух: Рождественский Пух[англ.] / A Very Merry Pooh Year — Пятачок
- 2003 — Большой фильм про Поросёнка / Piglet’s Big Movie — Пятачок
- 2004 — Винни-Пух: Весенние денёчки с малышом Ру / Springtime with Roo — Пятачок
- 2005 — Винни и Слонотоп / Pooh’s Heffalump Movie — Пятачок
- 2005 — Винни-Пух и Слонотоп: Хэллоуин / Pooh’s Heffalump Halloween Movie — Пятачок
- 2005 — Похождения императора 2: Приключения Кронка / Kronk’s New Groove — Руди

### Озвучивание видеоигр
- 2002 — Королевство сердец — Пятачок